# Lima (subte de Buenos Aires)
La estación Lima forma parte de la red de subterráneos de la Ciudad de Buenos Aires. Se encuentra entre las estaciones Sáenz Peña y Piedras de la línea A de subterráneos.

## Ubicación
Está ubicada debajo de la Avenida de Mayo en su intersección con la calle Lima a metros de la Avenida 9 de Julio, en el barrio porteño de Monserrat. 

## Combinaciones
Al estar emplazada en la zona céntrica de la ciudad suele ser una estación muy concurrida, sobre todo porque es posible realizar combinación con la estación Avenida de Mayo de la línea C.

## Hitos urbanos
La lista es parcial:
- Avenida 9 de Julio
- ex-Hotel París
- Hotel Castelar
- Esquina de la Hispanidad/Bar Iberia
- Obelisco

## Historia
Esta estación perteneció al primer tramo de la línea inaugurado el 1 de diciembre de 1913, que unía las estaciones de Plaza Miserere y Plaza de Mayo.
Con la construcción de la línea 1 de la Compañía Hispano–Argentina de Obras Públicas y Finanzas (CHADOPyF), actual línea C, fue necesario el emplazamiento de un puente enterrado arriba de la sección central de la estación Avenida de Mayo de dicha línea, a la vez que ésta pasaba por arriba del túnel del Ferrocarril del Oeste que lo une con el puerto. Sin embargo, no fue construida ninguna forma de combinación entre ambas líneas de subterráneo, en ese momento operadas por empresas distintas. 
Finalmente, esta obra fue iniciada como parte del Primer Plan Quinquenal del gobierno de Juan Domingo Perón en 1946, con demoras insólitas.
Fue recién con el traspaso de la red de subtes a la Corporación de Transportes de la Ciudad de Buenos Aires que se inauguró este pasillo de combinación, el 1 de junio de 1956, del lado norte del túnel de la línea A. Con el propósito de mejorar la circulación de pasajeros, se habilitó el 4 de mayo de 1961 un segundo pasillo de combinación del lado sur, más amplio que el anterior y con locales comerciales.
El nombre fue puesto en honor a la capital del Perú.
En 1997 esta estación fue declarada monumento histórico nacional.
No fue incluida dentro de las modernizaciones llevadas adelante en toda la línea durante los años 2007-2008, por lo cual todavía conserva el piso original de 1913. Como contrapartida, no fueron restauradas algunas paredes con arreglos disruptivos con la decoración original.

## Imágenes

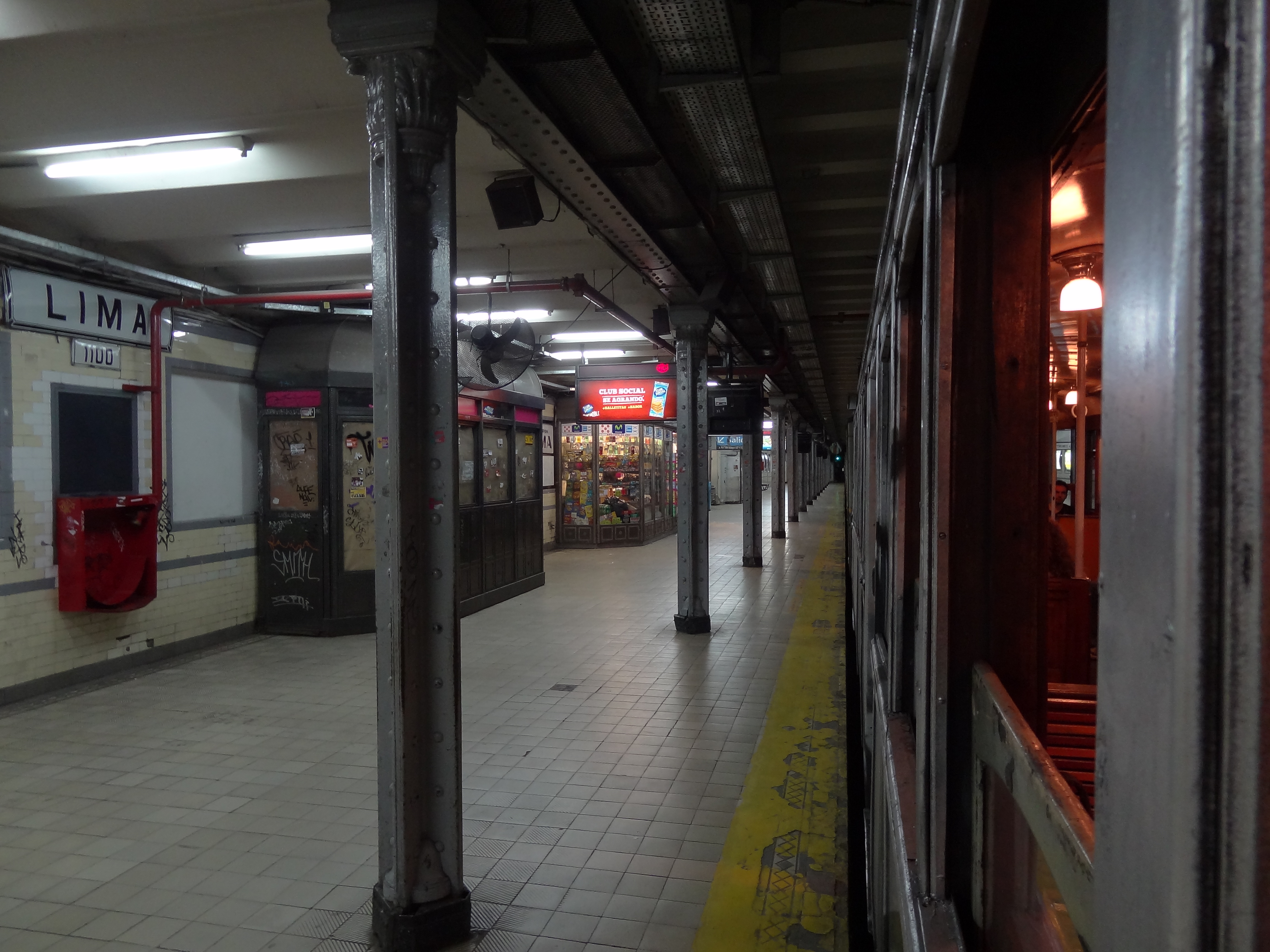
Vista desde un coche
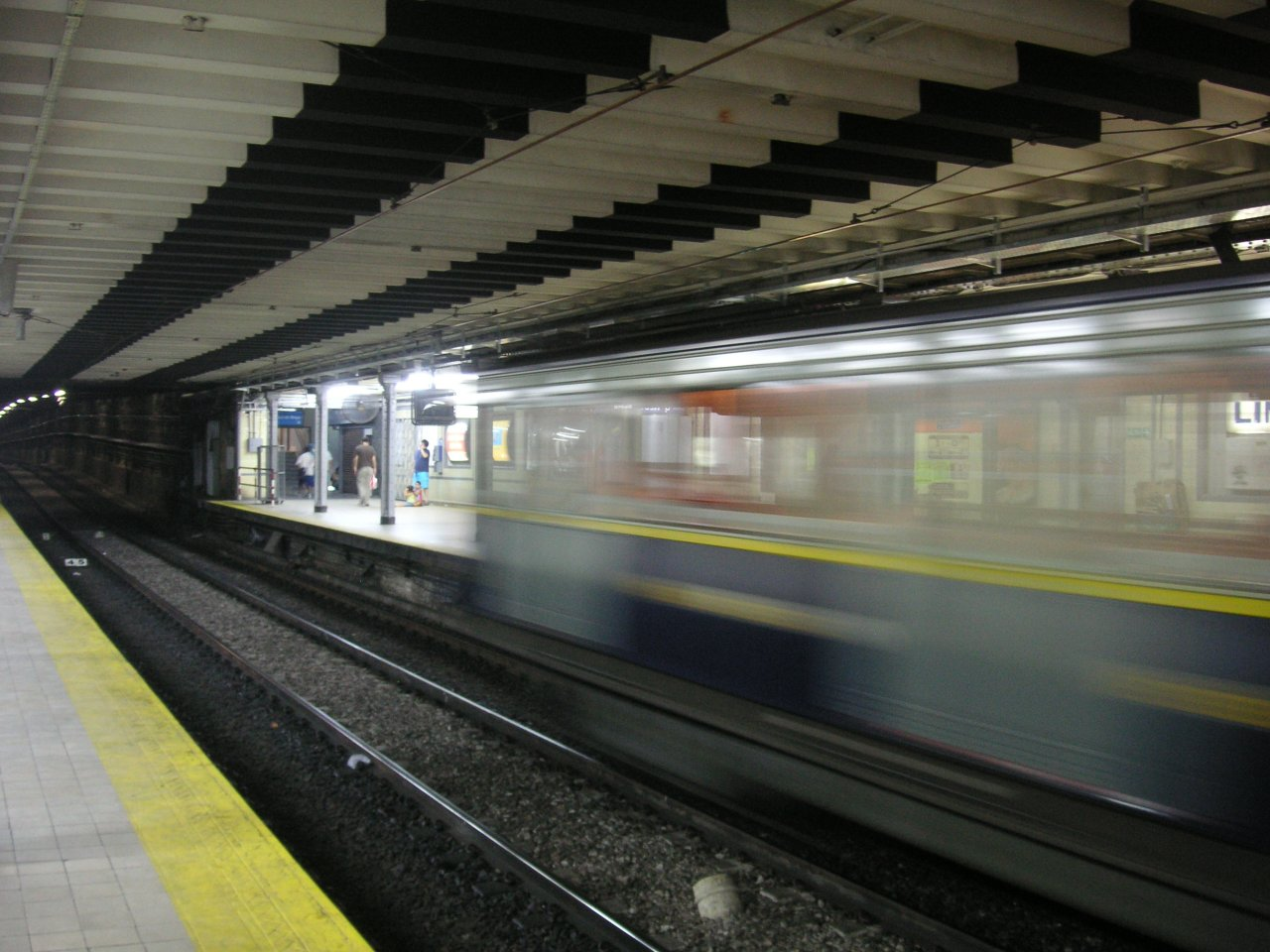
Formación en retirada
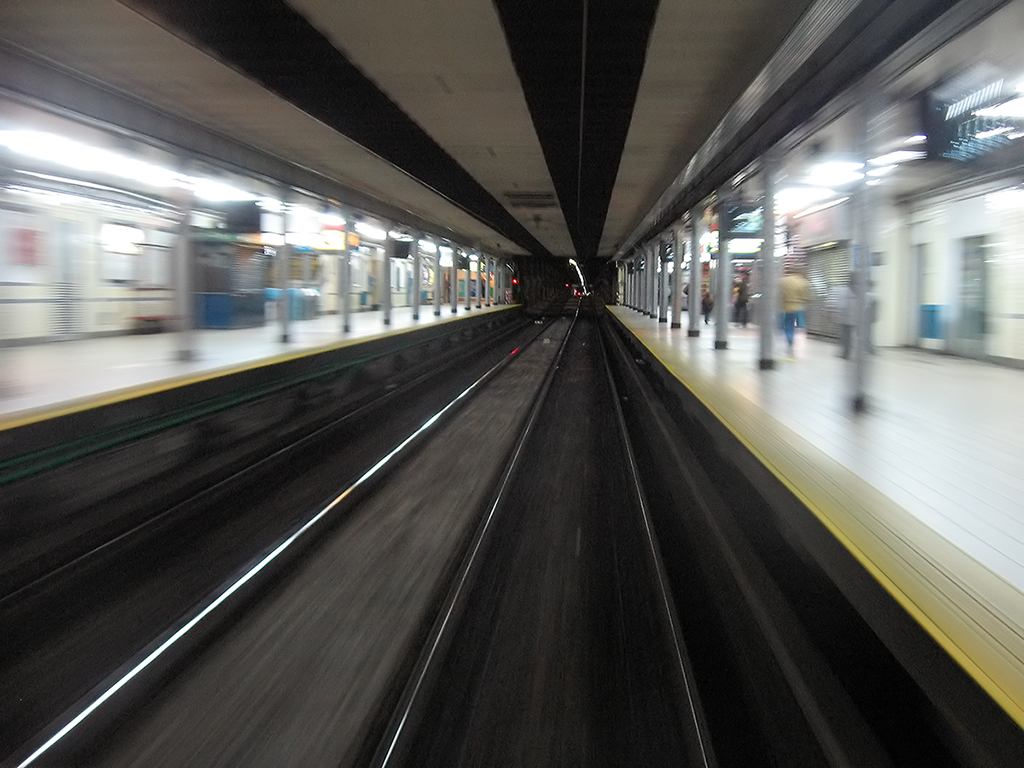
Vista de la cabina
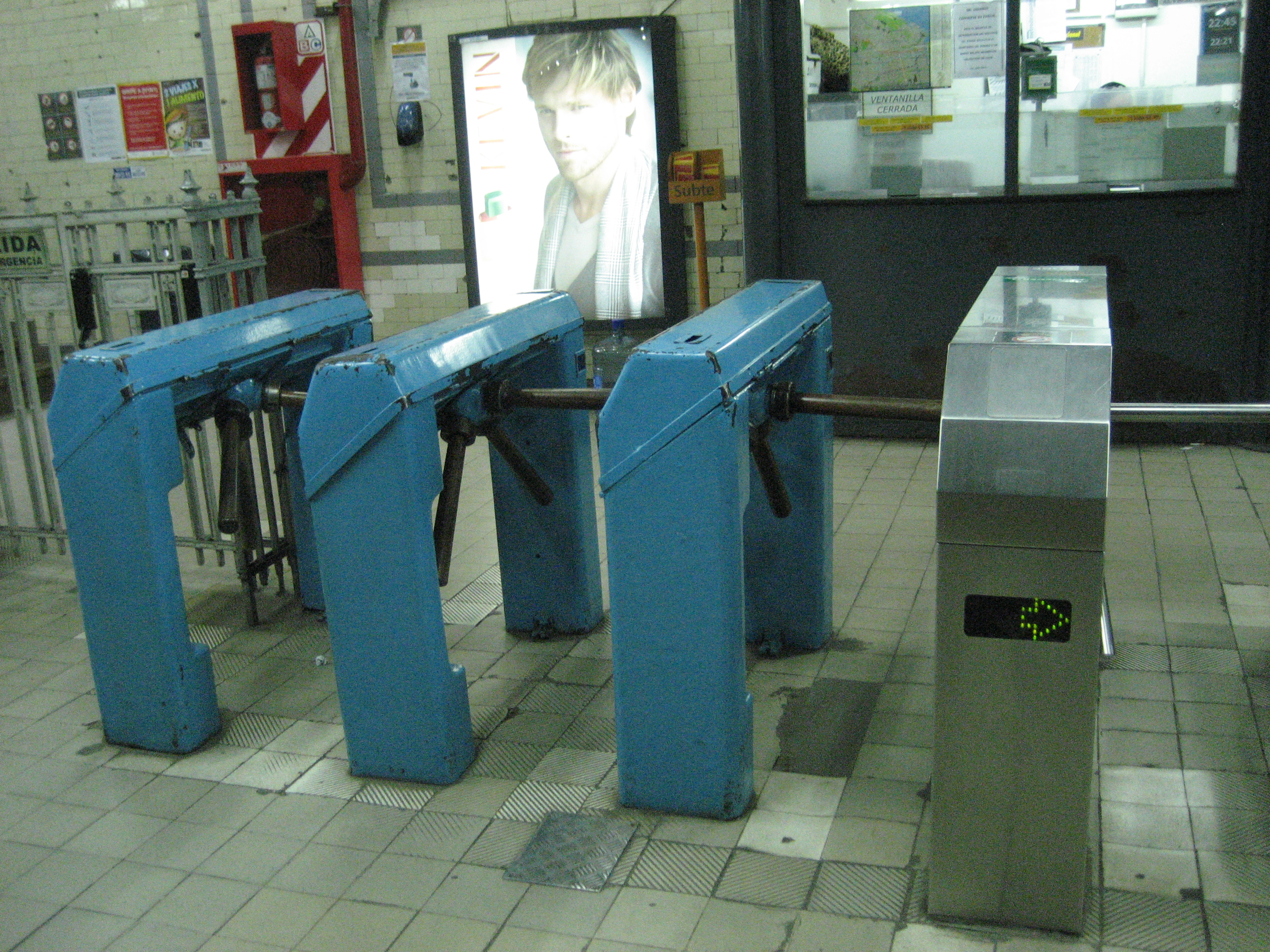
Zona de molinetes